# Chapim-real

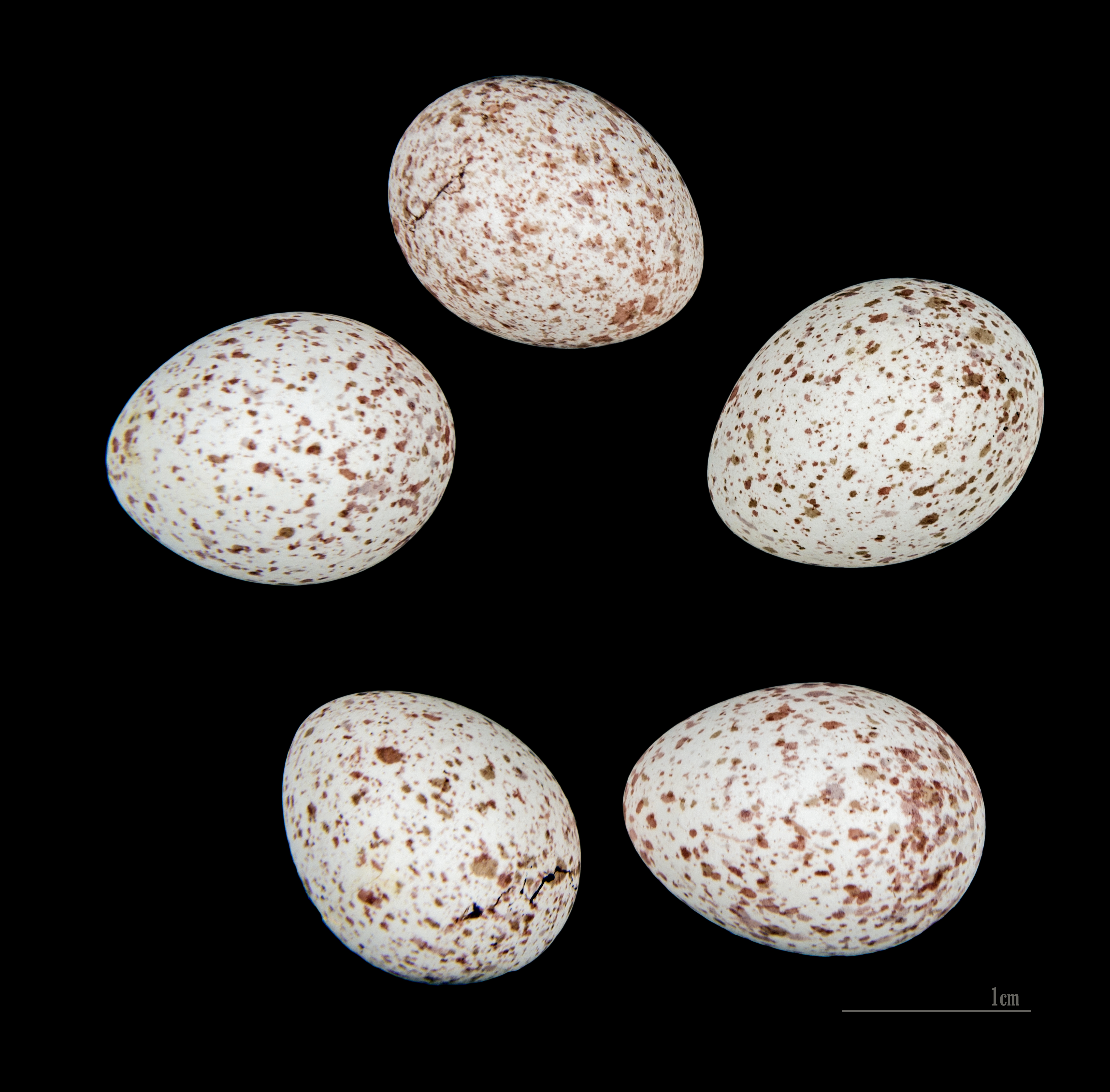
Os ovos de chapim são brancos com sarapintas avermelhadas

O Parus major, comummente conhecido como chapim-real ou chapim, é uma ave da família dos Parídeos.
É uma espécie bastante comum em toda a Europa e Ásia, que chega a medir entre 13 a 15 cm de comprimento e é facilmente identificada graças ao bico brevirrostro e cónico, à cabeça negra com mancha branca em cada face do rosto, dorso azul-esverdeado e parte inferior do corpo amarela com faixa central negra.

## Nomes comuns
Dá ainda pelos nomes de cachapim, cedovém, chincharravelho, faça-a-poda, malha-ferreiro, mejengra, pinta-caldeira (por vezes também grafado pinta-cardeira, o que pode causar confusão com a espécie Carduelis carduelis, que com ela partilha esse nome comum), semeia-o-linho, semeia-o-milho e semimi.

### Etimologia
Do que toca ao nome científico:
- O nome genérico, Parus, provém do latim clássico, Părus, aludindo ao «chapim».[16]
- O epíteto específico, major, também vem do latim, constituindo uma alternativa gráfica a māior,[17] significando «maior; de grandes dimensões».[18]

## Descrição
O chapim-real, à semelhança de outras variedades de chapins, exibe uma máscara facial negra, composta por gorjeira negra, capucho negro e duas manchas brancas em cada face.
Da garganta, pelo peito abaixo, ao longo do abdómen, estende-se-lhe uma faixa negra, a qual - em sinal de dimorfismo sexual - é mais larga nos machos do que nas fêmeas. O corpo desta ave passeriforme é de cor amarela na parte inferior e cinzento-esverdeado na parte superior. As asas contam com uma coloração cinzento-esverdeada, com cambiantes amareladas, nas penas primárias, com listra branca a separar das penas secundárias que são azuladas, com possíveis cambiantes de esbranquiçadas.
Esta espécie, à guisa das demais espécies florestais, suas quejandas, é mais fácil de se detectar, em estado selvagem, graças ao seu trinado do que ao seu aspecto, que a ajuda a camuflar-se no seu ambiente.

## Distribuição
Distribui-se pela Europa, Médio Oriente, centro e norte da Ásia, e norte de África.

### Portugal
Distribui-se em Portugal continental de Norte a Sul, podendo observar-se durante todo o ano.

### Habitat
Esta espécie privilegia os ambientes silvestres, sem discriminar entre pinhais bravios, silvados, vergéis, hortos, parques urbanos ou mesmo espaços ajardinados.

## Hábitos
Trata-se de uma espécie gregária, monogâmica e territorial, de tal sorte que os chapins são amiúde avistados em bandos.
Os chapins têm uma dieta essencialmente insectívora no Verão, alimentando-se também de bagas, sementes e larvas da processionária-do-pinheiro no Inverno, chegando inclusive a caçar e comer morcegos em hibernação.
A alimentação desta espécie é feita em arbustos baixos e no solo, onde se consiga refugiar do seu principal predador, o gavião-europeu. Os chapins fazem entre uma a duas ninhadas por ano, sendo que os seus ovos são brancos com manchas avermelhadas.